# Joseph Dawson

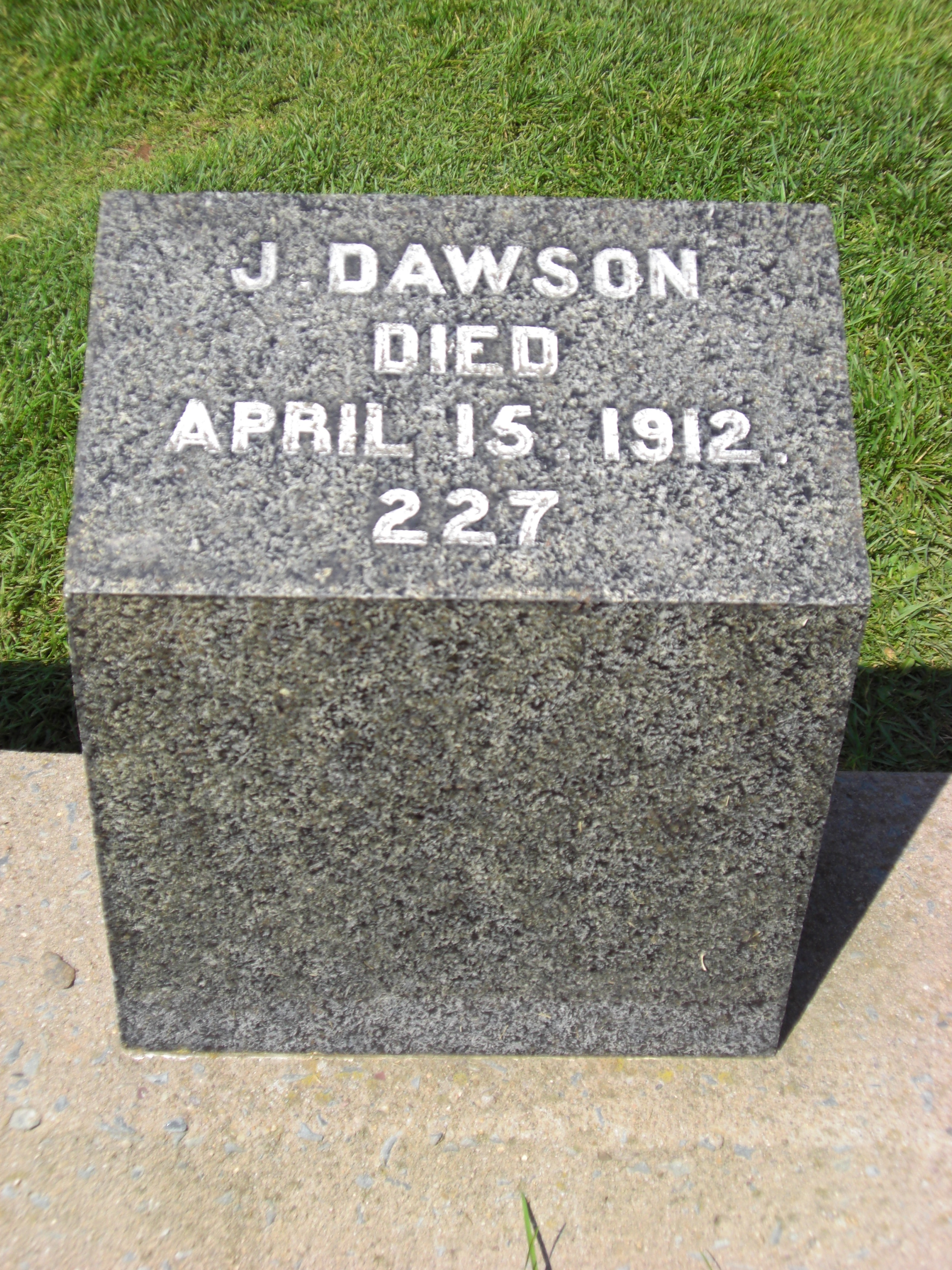
Nagrobek Josepha Dawsona na cmentarzu w Halifaksie

Joseph „Jack” Dawson (ur. we wrześniu 1888 w Dublinie, zm. 15 kwietnia 1912) – irlandzki członek załogi RMS Titanic.

## Życiorys
Jako swój adres zamieszkania podał Briton Street numer 70 w Southampton, jednak w roku 1912 taki blok nie istniał. Przed zaciągnięciem się na statek „Titanic” pracował w Royal Army Medical Corps. Utonął w katastrofie w wieku 23 lat. Jego ciało wyłowił okręt Mackay-Bennett, jednak aż do 2001 nie udało się zidentyfikować ciała. Pochowany został w Fairview Cemetery w kanadyjskim mieście Halifax.

## Związek z postacią filmową
Ujawnienie informacji o prawdziwym Jacku Dawsonie wstrząsnęło fanami filmu Titanic z 1997, wyreżyserowanym przez Jamesa Camerona, gdzie rolę Dawsona zagrał Leonardo DiCaprio. Reżyser Cameron zawsze twierdził, że postacie zarówno Jacka, jak i jego ukochanej Rose są całkowicie fikcyjne. Pomimo tego niektórzy nie wierzą w tę wersję twierdząc, iż postać, kreowana przez Leonarda DiCaprio, była wzorowana na członku załogi statku. Na poparcie swojej tezy podają, że zarówno fikcyjna, jak i prawdziwa postać zmarły w młodym wieku i wcześniej imały się różnych zawodów, związanych z pracą na morzu. Do tego fakt, że Joseph Dawson podał fikcyjny adres zamieszkania, próbują tłumaczyć jako to, że był osobą bezdomną – tak jak postać filmowa.